# چروکی (کانزاس)
چروکی (به انگلیسی: Cherokee) شهری در ایالت کانزاس کشور ایالات متحده آمریکا است که جمعیت آن در سرشماری سال ۲۰۱۰ میلادی، ۷۱۴ نفر بوده‌است.